# 東萩站
東萩站（日语：／ Higashi-Hagi eki */?）是位於山口縣萩市大字椿東字大廣津，西日本旅客鐵道（JR西日本）的山陰本線車站。事務管號碼為▲640782。

## 概要
車站櫃臺設有發售前往新山口站的特急巴士「萩號」車票，也有售賣從新山口站出發的新幹線企劃車票。在2005年3月，特急「磯風」廢止後，再沒有定期優等列車停此站，在2017年8月5日起山口DC紀念，快速「○○之談話」開始運行，並在此站為起點站和終點站。
另外，特別的「黃昏特快號」列車山陰路線（2015年夏季至2016年冬季）停此站。
在2017年（平成29年）6月17日起，團體專用列車「TWILIGHT EXPRESS 瑞風」（山陰路線、下行）停靠此站。

## 歷史
- 1925年（大正14年）11月1日 - 國有鐵道美禰線萩站至此站開業，此站啟用。為客運和貨運車站。
  - 當時車站地址為山口縣阿武郡萩町大字椿東字大廣津。
- 1929年（昭和4年）4月24日 - 美禰線此站至奈古站之間開業。
- 1932年（昭和7年）7月1日 - 萩町實施市制，成為萩市（第一次），車站地址為山口縣萩市大字椿東字大廣津。
- 1933年（昭和8年）2月24日 - 包含此站在內，部分美禰線編入至山陰本線，成為山陰本線車站。
- 1981年（昭和56年）4月 - 站前再開發項目竣工。
- 1983年（昭和58年）12月31日 - 終止貨物起卸業務。
- 1987年（昭和62年）4月1日 - 伴隨國鐵分割民營化，車站由西日本旅客鐵道（JR西日本）營運。
- 2003年（平成15年）10月1日 - 車站由JR西日本廣島MAINTEC（日语：JR西日本広島メンテック）負責車站業務，為業務委託車站。
- 2004年（平成16年）10月1日 - 綠色窗口營業時間縮短，引入櫃臺中途休息時段。
- 2005年（平成17年）3月6日 - 隨著萩市（第二次）成立，車站地址為現時位置。
- 2013年（平成25年）7月28日 - 發生暴雨（日语：平成25年7月28日の島根県と山口県の大雨），包含此站在內，益田站至長門市站之間暫停服務。（包含此站在內，奈古站至長門市站之間在同年8月4日重開。）
- 2017年（平成29年）6月17日 - TWILIGHT EXPRESS 瑞風開始停站[3]。

## 車站構造
車站是一座地面車站，設有2面3線的單式、島式月台，可進行列車交會與折返。車站大樓位於單式月台側（1號月台），月台之間設有跨線橋連接。此站設有留置線，曾經用作貨物運輸。
曾經在車站大樓內設有機械翻頁顯示的列車出發顯示牌，現時已經停用，使用列車到達資訊紙張遮蓋。
車站由長門鐵道部管理的業務委託車站，由JR西日本廣島MAINTEC負責車站業務。在2003年（平成15年）9月30日前，車站是JR西日本的直營車站。同時，為萩市代表車站，也是市內中心最近的車站。

### 月台
| 月台 | 路線      | 上下行 | 方向             | 備註                                     |
| ---- | --------- | ------ | ---------------- | ---------------------------------------- |
| 1    | ■山陰本線 | 上行   | 益田、濱田方向   | 從此站出發的列車使用3號月台              |
| 1    | ■山陰本線 | 下行   | 長門市、下關方向 | 除了以下以外的列車                       |
| 2・3 | ■山陰本線 | 下行   | 長門市、下關方向 | 3號月台，只有從此站出發前往益田的1班列車 |

- 1號月台為上行本線
- 2號月台為下行本線
- 3號月台為上下行副本線
- 下行列車可進入3號月台，上行列車不可進入3號月台(上行3號月台沒有場內信號機)
- 兩方向列車可進出1號月台。加上1號月台靠近車站大樓，因此通常上下線列車使用1號月台。
- 但是，部分前往長門市（以及需列車交會及長門市站至此站之間的區間列車等）的列車會使用2號月台

從益田於晚上9時出發的尾班車會以此為終點站，隨後在此站夜間停泊，在翌日早上在3號月台執行折返班次，前往益田（首班車，在早上6時時段出發）。

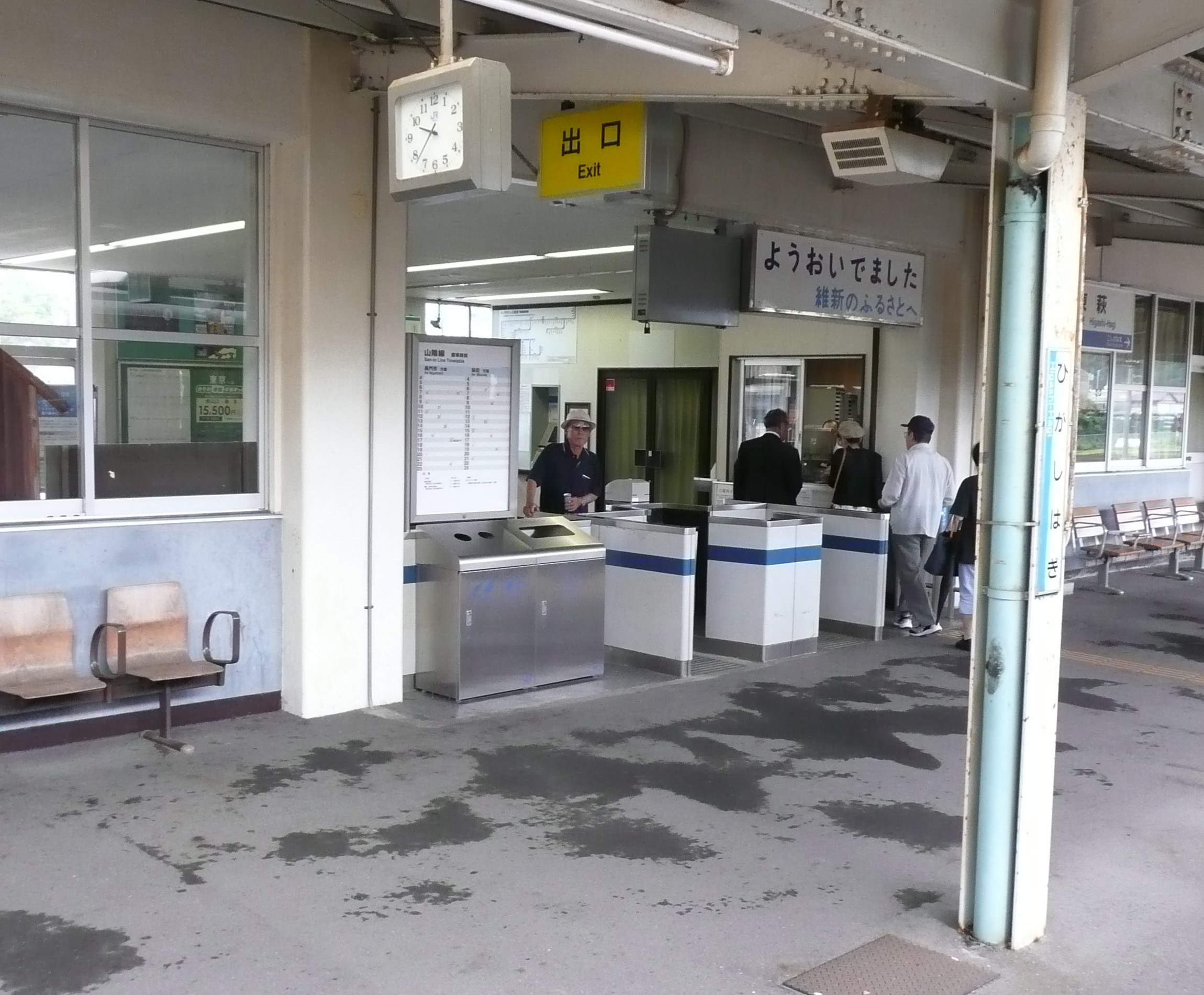
站內望向閘口
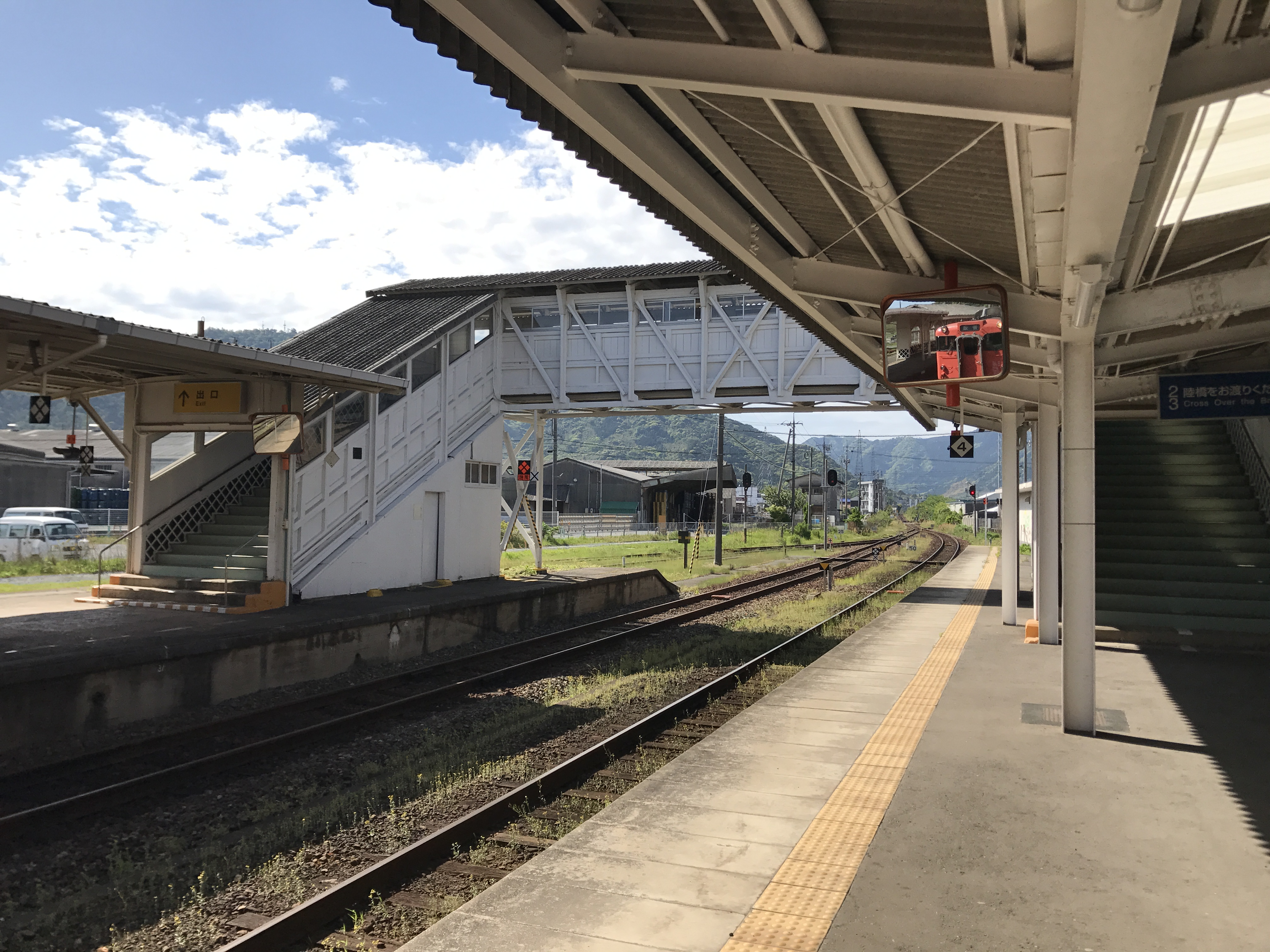
站內
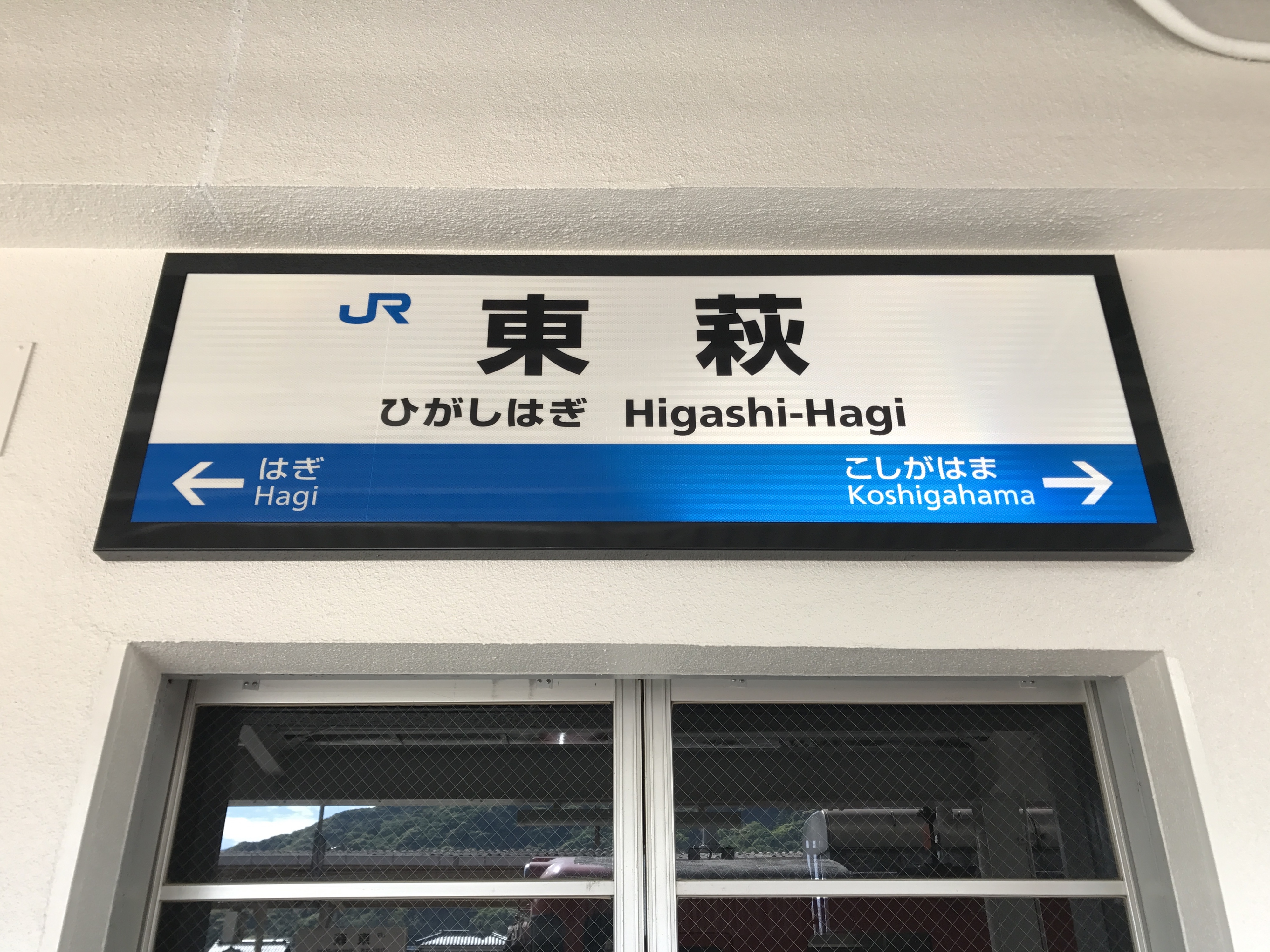
站名牌

## 使用狀況
以下為近年1日平均乘車人次列表：
| 乘車人次變化 | 乘車人次變化    |
| 年度         | 1日平均乘車人次 |
| ------------ | --------------- |
| 1999         | 791             |
| 2000         | 735             |
| 2001         | 670             |
| 2002         | 610             |
| 2003         | 545             |
| 2004         | 506             |
| 2005         | 453             |
| 2006         | 409             |
| 2007         | 356             |
| 2008         | 325             |
| 2009         | 278             |
| 2010         | 286             |
| 2011         | 258             |
| 2012         | 240             |
| 2013         | 228             |
| 2014         | 213             |
| 2015         | 221             |
| 2016         | 223             |
| 2017         | 223             |
| 2018         | 218             |

## 車站周邊
車站只有西邊出口，在站前迴旋路上設有巴士站。

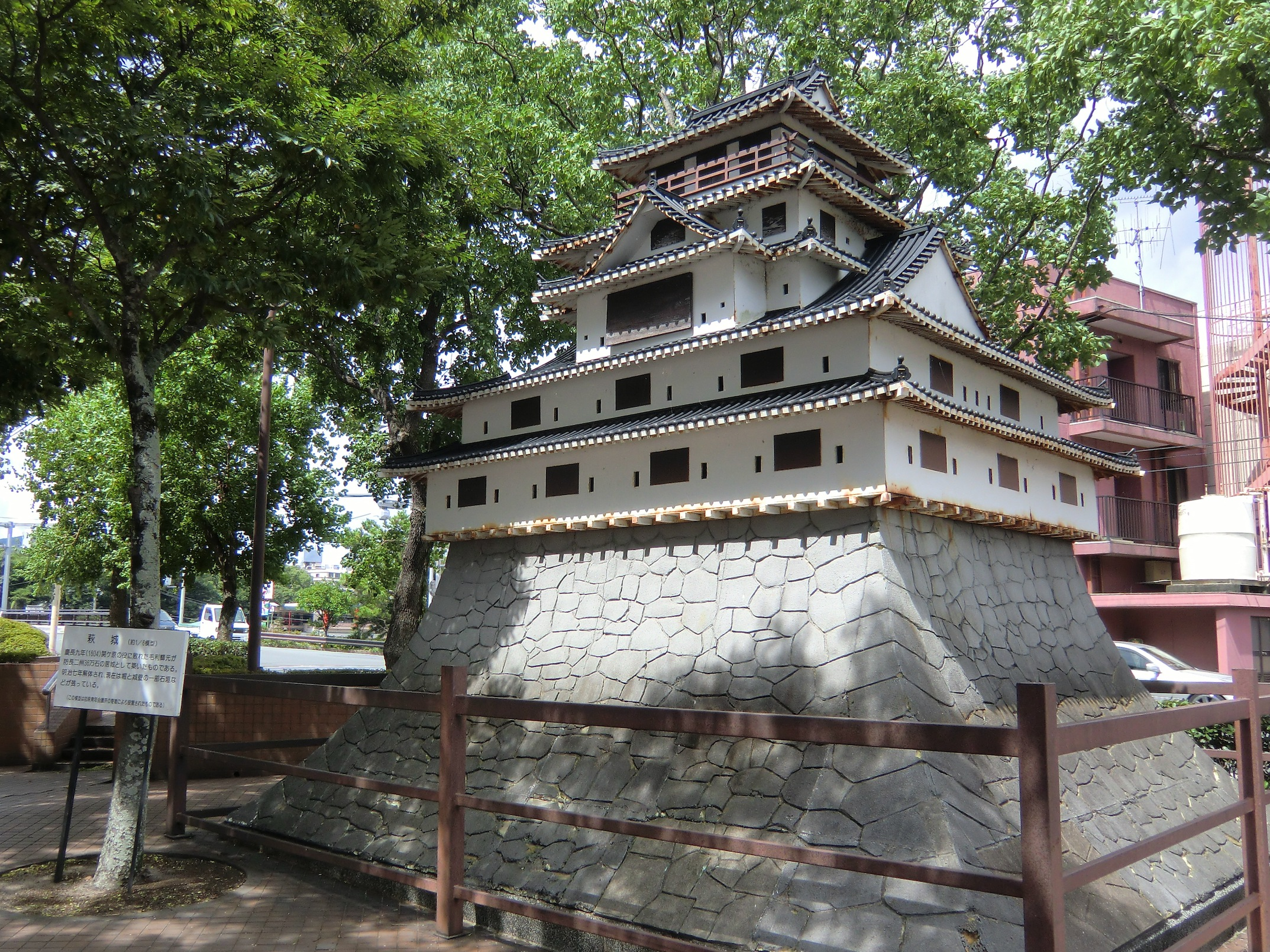
在東萩站前，萩城天守1/6模型

在車站前設有在再開發事業時興建的「萩彩虹廣場」土產店和觀光酒店「萩皇家酒店」為一體的設施。隨後，該建築物進行翻新，在2008年（平成20年）4月進駐了餐廳，並改為商務酒店「萩皇家智能酒店」。
車站鄰接國道191號，並由萩青年會議所捐贈萩城天守1/6復源模型。另外，該國道越過松本川便進入萩市中心。在市中心西南方1公里設有巴士總站（萩巴士中心）。
在車站東邊設有山口縣道67號萩川上線，該道路上設有包括山田電機與丸和之內的購物區「椿東購物區」。但是車站沒有東出口及公眾通道前往車站東邊，因此較困難直接前往該處。
- 松陰神社（日语：松陰神社）
- 松下村塾
- 吉田松陰監禁故居
- 伊藤博文舊居
- 東光寺（日语：東光寺 (萩市)）（萩藩主毛利家墓地）
- 萩反射爐
- 山田電機Teccland萩店
- 順天堂（日语：ジュンテンドー）
- 萩港（日语：萩港）（萩海運：大島（日语：大島 (山口県萩市)）、相島（日语：相島 (山口県)）、見島（日语：見島）航線）

## 巴士路線
在站前附近設有防長交通（部分為中國JR巴士）巴士站。
0號（車站前）
- 高速巴士「超級萩號」：新山口站新幹線出口（與中國JR巴士聯營）
- 普通：大田中央、新山口站新幹線出口（防長）、山口站・湯田溫泉通（JR）

1號（酒店前）
- [急行] 秋芳洞
- [快速] 青海大橋
- [快速] 津和野

2號（酒店前）
- 萩商工高校前
- 越濱、奈古
- 吉部、堀越（經押原）
- 惣良台、阿武川溫泉
- 萩循環圈巴士東回

## 相鄰車站
西日本旅客鐵道
■山陰本線
越濱－東萩－萩

## 注腳

#### 公關資料、新聞稿等一手資料
1. ↑   (新闻稿). 西日本旅客鐵道. 2015-05-28  [2015-05-29]. （原始内容存档于2015-05-28） （日语）.
2. ↑   (新闻稿). 西日本旅客鐵道. 2015-09-18  [2015-09-21]. （原始内容存档于2015-09-18） （日语）.
3. ↑  . JR出門網. 西日本旅客鐵道.   [2015-11-07]. （原始内容存档于2015-11-03）.（2015年秋季團）
4. ↑  . JR出門網. 西日本旅客鐵道.   [2015-11-07]. （原始内容存档于2015-11-03）.（2015年12月-2016年2月的冬季團）
5. ↑  . TWILIGHT EXPRESS 瑞風 MIZUKAZE. 西日本旅客鐵道.   [2016年7月9日]. （原始内容存档于2015年9月19日）.（山陰路線（下行））

## 外部連結
- 東萩｜車站資訊：JR出門網 - 西日本旅客鐵道
- 山陰本線之站 東萩 （页面存档备份，存于）